# Llangefni
Llangefni [ɬanˈgɛvni] ist eine Stadt und Community in Nordwales. Sie befindet sich auf der Insel Anglesey und gehört zum Verwaltungssitz der Grafschaft Anglesey. Bei der Volkszählung im Jahre 2011 hatte die Stadt 5116 Einwohner, 80,7 % von ihnen sprachen Walisisch.
In Llangefni befindet sich ein großes Gewerbegebiet und das College Menai (wal. Coleg Menai).
1957 und 1983 fand in Llangefni das nationale Eisteddfod statt, 2004 das Eisteddfod yr Urdd (Eisteddfod der Jugend).